# FA-MAS
FAMAS Fusil d'Assaut de la Manufacture d'Armes de Saint-Étienne sau Pușca de asalt al fabricii de arme din Saint-Étienne ") este o pușcă de asalt tip bullpup proiectat și fabricat în Franța de MAS din Saint-Étienne, acum proprietatea guvernului francez prin grupul Nexter. Este arma standard a militarilor francezi.

### Istoric
Dezvoltarea puștii bullpup franceze a început între anii 1946-1950 la AME și MAS(Manufacture d'Armes de Saint-Étienne). Deoarece Franța era implicată în  Războiul din Indochina și a fost și cel de al doilea cel mai mare participant în cadrul NATO a fost redus bugetul alocat dezvoltării noilor tipuri de arme și s-a acordat prioritate modernizării și producției armelor aflate în serviciu.
Cu toate acestea între anii 1952-1962 au fost proiectate aproximativ 40 de prototipuri, majoritatea pentru cartușul 7.62×51mm NATO. Cartușul nu s-a dovedit a fi potrivit pentru sistemul bullpup și astfel proiectul a fost pus de-o parte.
MAS a început să producă sub licență armele H&K G3 și H&K 33, iar în anii 60 s-a reluat ideea de a se produce arme folosind noul cartuș de .223/5.56mm. Însă, ideea ca să se dezvolte și să se folosească arme germane a fost categoric respinsă de Înaltul comandament francez. Generalul Marcel Bigeard a făcut o vizită la MAS și a cerut inginerilor să-i arate diferite prototipuri. Dintre armele văzute a ales arma care urma să devină FAMAS.
Proiectul FAMAS a început în 1967 sub coordonarea lui Paul Tellie, primul prototip fiind finalizat în 1971, iar evaluarea armei în 1972. 
Atunci când problemele de producție au întârziat livrarea lui FAMAS, iar Bătălia de la Kolwezi arăta necesitatea imediată a unei arme moderne Armata Franceză  a început să caute temporar o pușcă pentru a umple această nevoie până la intrarea în producție serie a FAMAS. S-a luat în considerare H&K 33 din care un lot de 1200 exemplare a fost testată de infanterie, infanteria marină, forțele mecanizate și Legiunea Străină. După teste s-a renunțat la  H&K 33 în favoarea SIG SG 540. 
Armata franceză în 1978 a acceptat pușca ca armă standard francez de luptă.

FAMAS a înlocuit pușca FSA MAS 1949-56 de calibrul 7,5mm și pistolul mitralieră MAT 49 de calibru 9mm parabelum.

Sistem Alidade pentru tragere directă cu grenadă tip APAV 40

### FAMAS F1
FAMAS F1

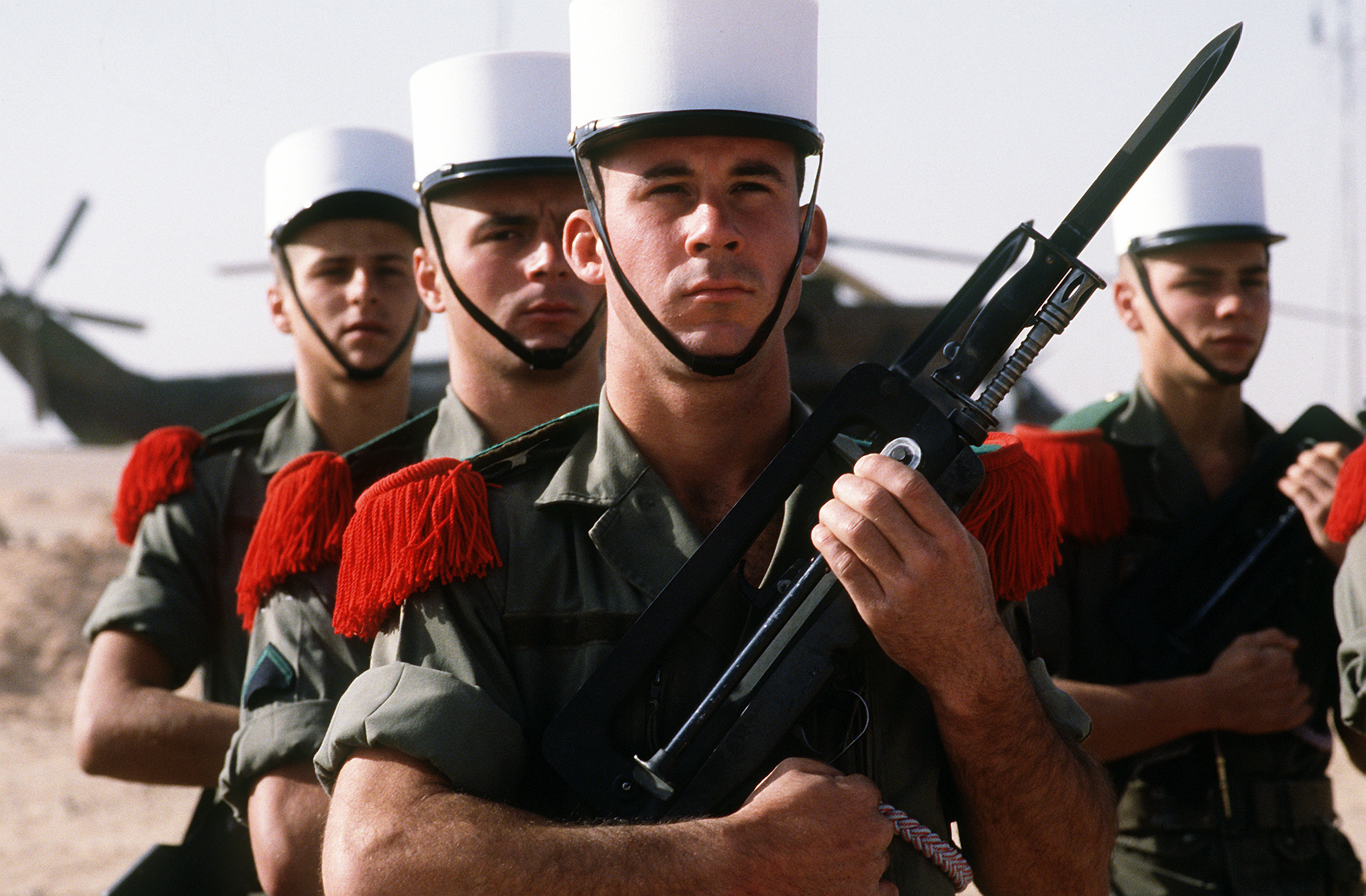
Soldaţi al Regimentului 2 de Paraşutişti al Legiunii Străine cu  FAMAS în timpul Războiului din Golf.
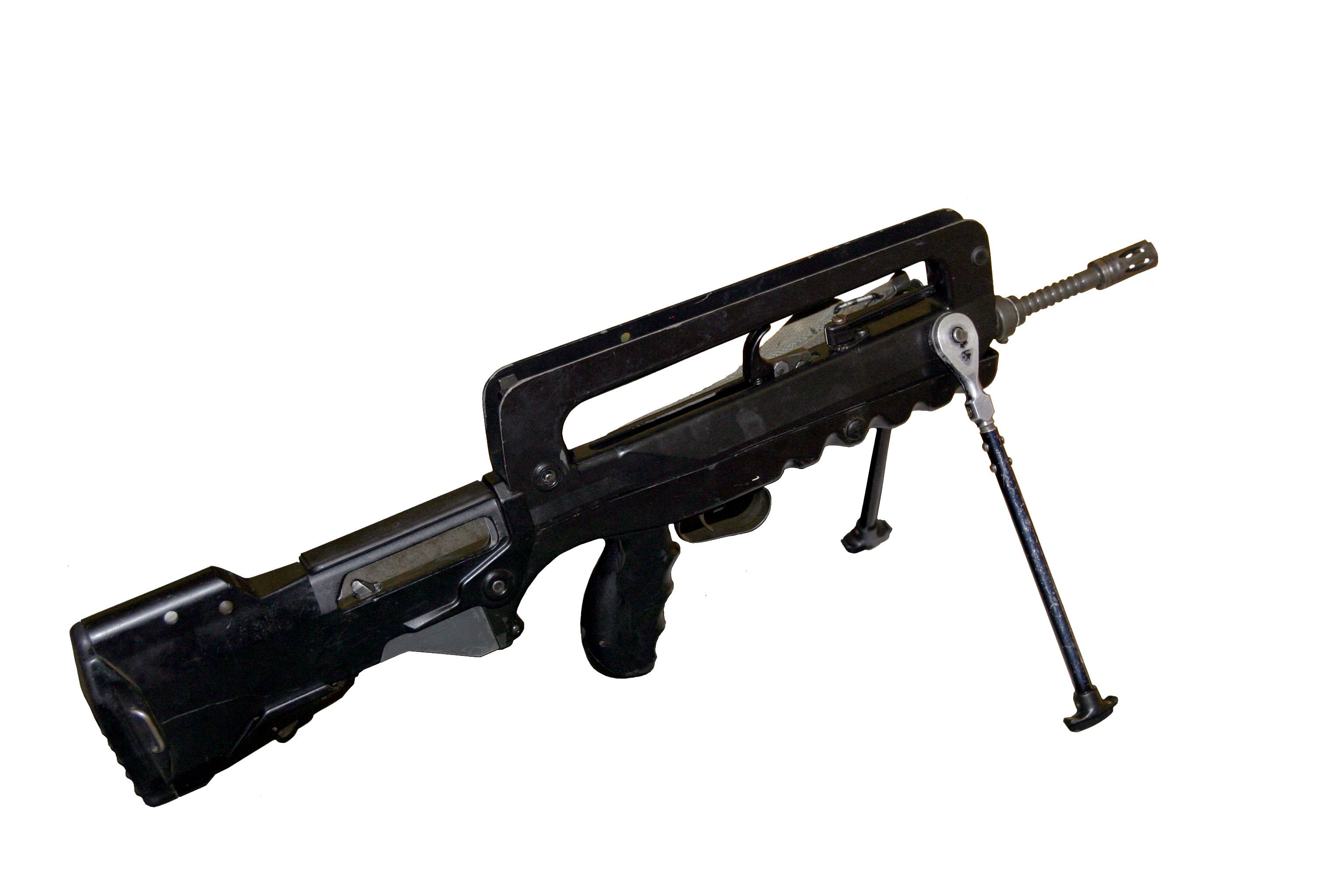
FAMAS

### FAMAS G2

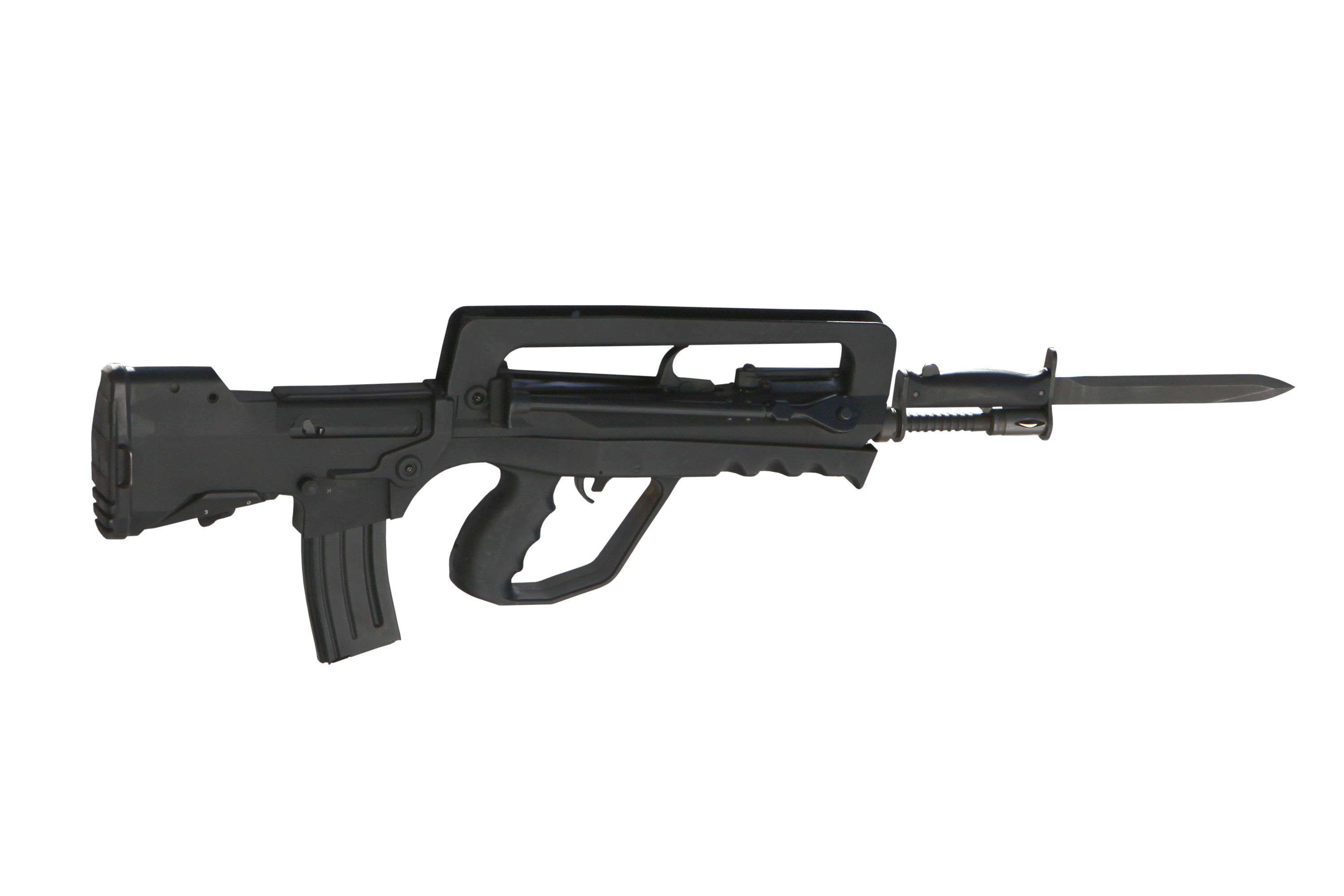
FAMAS-G2 cu baionetă
F1 (sus) în comparaţie cu  G2 (jos). G2 dotat cu
- blocaj trăgaci mai mare
- încărcator STANAG

### FA-MAS FÉLIN

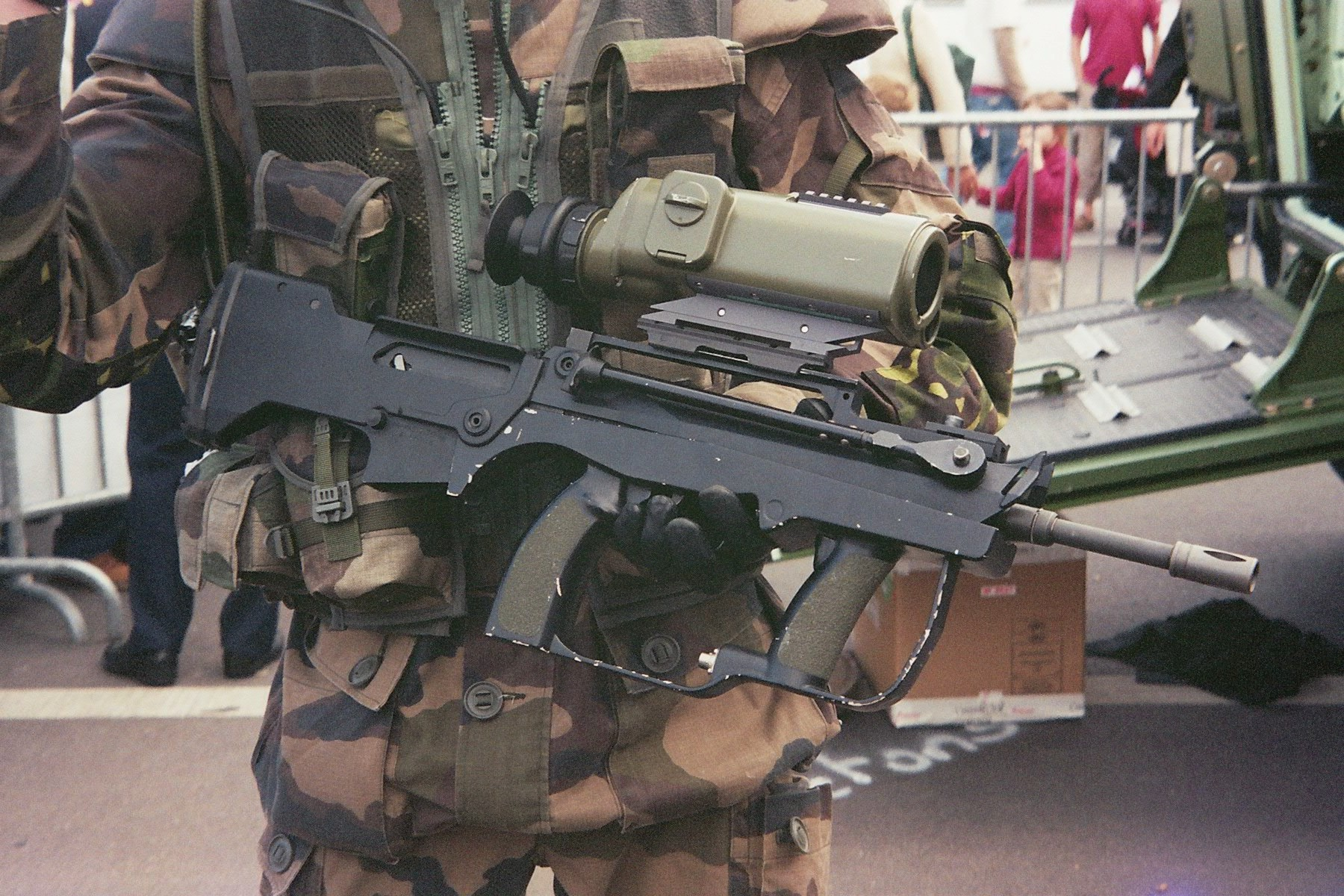
Versiunea FÉLIN al FA-MAS G2

### FAMAS Infanterie

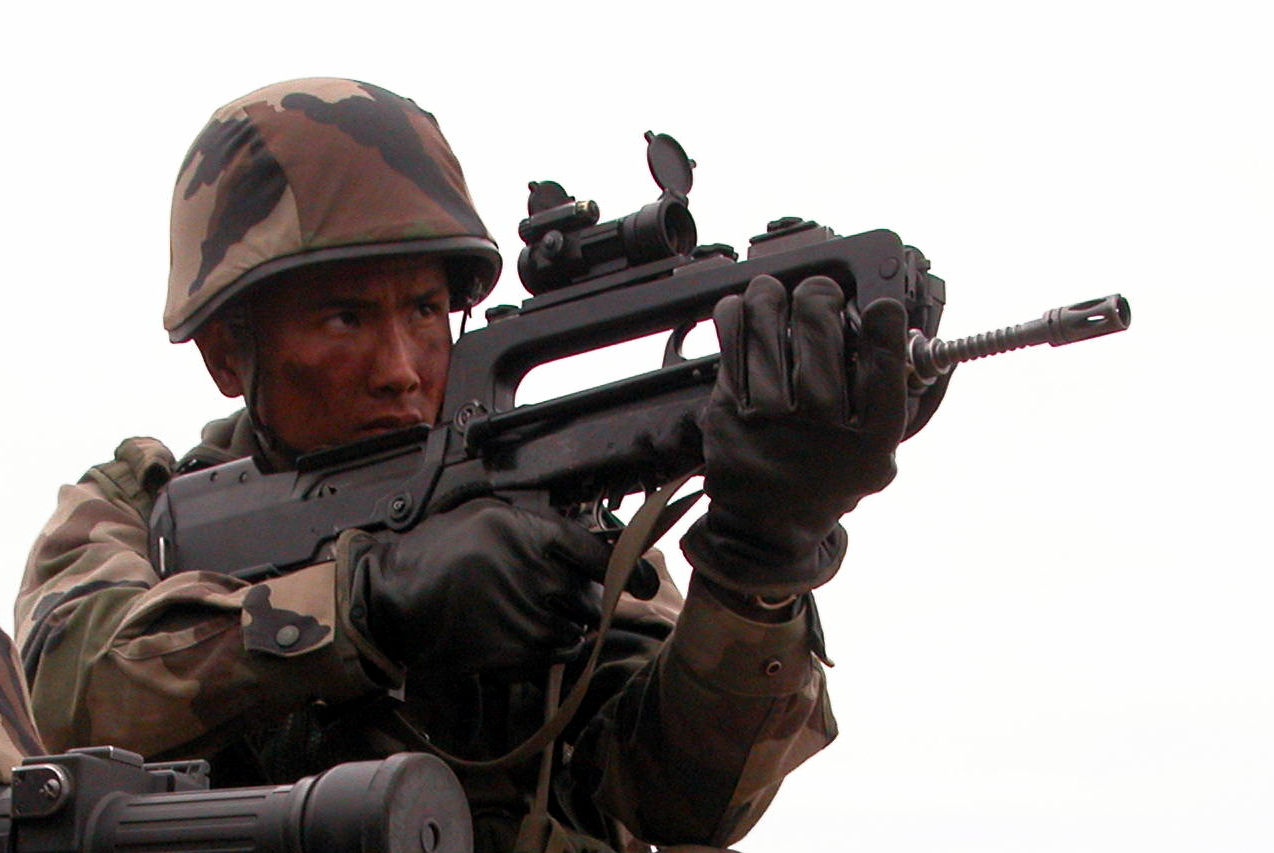
FAMAS Infanterie

## Piese componente

FA-MAS F1

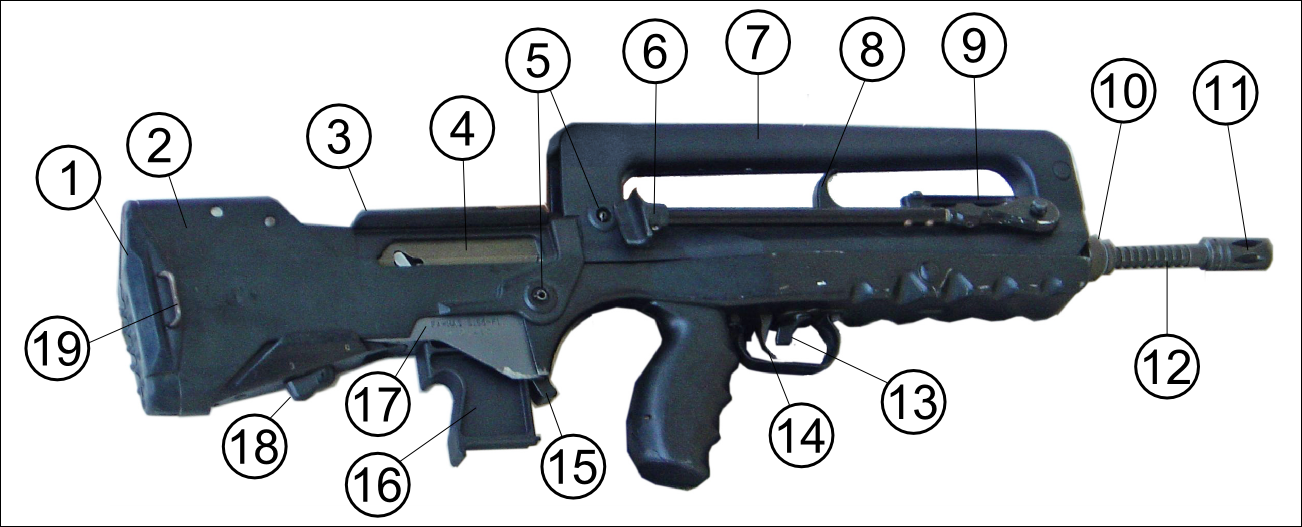
1-Cauciuc de protecție contra reculului.
2-Pat extensibil.
3-Piesă mobilă pentru obraz (se poate trece de la o FA-MAS pentru dreptaci la un FA-MAS pentru stângaci).
4-Ansamblu mobil. Fereastră de aruncare a tuburilor
5-Pin de demontare rapidă.
6-Bípod.
7-Mâner pentru transport.
8-Levier.
9-Înălțător pentru tragere cu lansatorul de grenade.
10-Inel de ranforsare pentru lansatorul de grenade.
11-Ascunzător de foc.
12-Țeavă.
13-Selector mod de foc: Tir foc cu foc, semiautomat sau automat.
14-Trigger.
15-Buton scoatere încărcător.
16-Încărcător STANAG.
17-Număr serie.
18-Selector: foc cu foc/serie scurtă (3 cartușe) sau foc automat.
19-Inel curea.

## Utilizatori
- Franța
- Argentina
- Emiratele Arabe Unite
- Cambodia
- Columbia
- Senegal
- Tunisia
- Maroc
- Kuwait
- Gabon
- Filipine

### Manual
- Nazarian's Gun's Recognition Guide (MANUAL) FAMAS .223 Manual (.pdf) Arhivat în 22 martie 2006, la Wayback Machine.